# Barajas (métro de Madrid)
Pour les articles homonymes, voir Barajas.
Barajas est une station de métro à Madrid qui dessert le district du même nom et se situe entre les deux stations qui desservent l'aéroport Adolfo-Suárez de Madrid-Barajas.

## Histoire
La station fait partie d'une extension de la ligne 8 du métro de Madrid et est inaugurée le 7 septembre 1999. Elle constitue alors le terminus de la ligne 8. En mai 2007 est ouverte la station Aeropuerto T4 qui devient le nouveau terminus de cette ligne.